# David Yates
David Yates (8 de Outubro de 1963) é um cineasta britânico que dirigiu filmes de curta a longa-metragem e produções para a televisão.
Yates se tornou proeminente com o grande público dirigindo os últimos quatro filmes da série cinematográfica Harry Potter. Esses trabalhos lhe trouxeram sucesso crítico e comercial. Posteriormente dirigiu A Lenda de Tarzan (2016) e os três filmes da franquia spin-off  Animais Fantásticos. 
O inicio da carreira de Yates é marcado pelo seu trabalho com curtas-metragens e por ter se tornado um prolífico diretor de televisão. Desses projetos, ganhou prêmios e prestígio no meio artístico britânico pelo thriller político State of Play (2003), a minissérie em duas partes Sex Traffic (2004) e o telefilme The Girl in the Café (2005).

## Filmografia
- When I Was a Girl (1988)
- The Weaver's Wife (1991)
- Oranges and Lemons (1991)
- Good Looks (1992)
- Punch (1996)
- The Tichbome Claimant (1998)
- Rank (2002)
- State of Play (2003)
- The Young Visiters (2003)
- Sex Traffic (2004)
- The Girl in the Café (2005)
- Harry Potter and the Order of the Phoenix (2007)
- Harry Potter and the Half-Blood Prince (2009)
- Harry Potter and the Deathly Hallows - Part 1 (2010)
- Harry Potter and the Deathly Hallows - Part 2 (2011)
- The Legend of Tarzan (2016)
- Fantastic Beasts and Where to Find Them (2016)
- Fantastic Beasts: The Crimes of Grindelwald (2018)
- Fantastic Beasts: The Secrets of Dumbledore (2022)